# Sanda Oumarou
Sanda Mallam Oumarou (sinh ngày 6 tháng 11 năm 1982 ở Ngaoundéré) là một cầu thủ bóng đá người Cameroon hiện tại thi đấu cho Diamaré FC.